# Transition飞车
Transition是一种由特力飞车（Terrafugia）公司于2006年开发的可在路面行驶的飞机。其所属分类为轻运动型飞机。
飞机由Rotax 912 ULS活塞发动机驱动，机身由碳纤维强化聚合物制作。根据设计，飞机使用美国93号汽油或者100LL 航空汽油，巡航飞行速度为93 kn（107 mph；172 km/h），飞行范围为425 nmi（489 mi；787 km）。装备包括Dynon Skyview玻璃面板航空电子系统、可承托整架飞机重量的降落伞以及可选的自动飞行系统。
路面行驶时，载具在正常交通情况下最高以70英里每小時（110每小時）速度行驶。Transition以能够停放至标准家庭车库为目标设计，产品样机折叠后尺寸为18英尺9英寸（5.72米）长，7英尺6英寸（2.29米）宽，6英尺8英寸（2.03米）高。在路面驾驶模式中，发动机在靠近螺旋桨处与无极自动变速器咬合，通过驱动皮带向固定在后悬架上的后轮半轴输出动力。飞行模式中，发动机带动推进螺旋桨推动飞机前行。除此以外，Transition拥有可折叠机翼和一对尾翼。

## 设计和开发
实验用验证概念机于2009年3月在美国上纽约州普拉茨堡国际机场 （页面存档备份，存于）首次试飞成功，试飞时使用的是美国联邦航空管理局(FAA)跟踪号N302TF。其首台产品预定交付日期为18个月后，即2011年。
2010年7月1日，特力飞车宣布其获得了来自FAA于最大起飞重量(MTOW)的豁免，允许Transition起飞重量最大可达到1,430英磅（650）。这个限制与水陆两栖轻型运动飞机标准吻合。通过豁免额外获得的110英磅（50）將提供给道路行驶所强制要求的功能，例如安全气囊和保险杠。

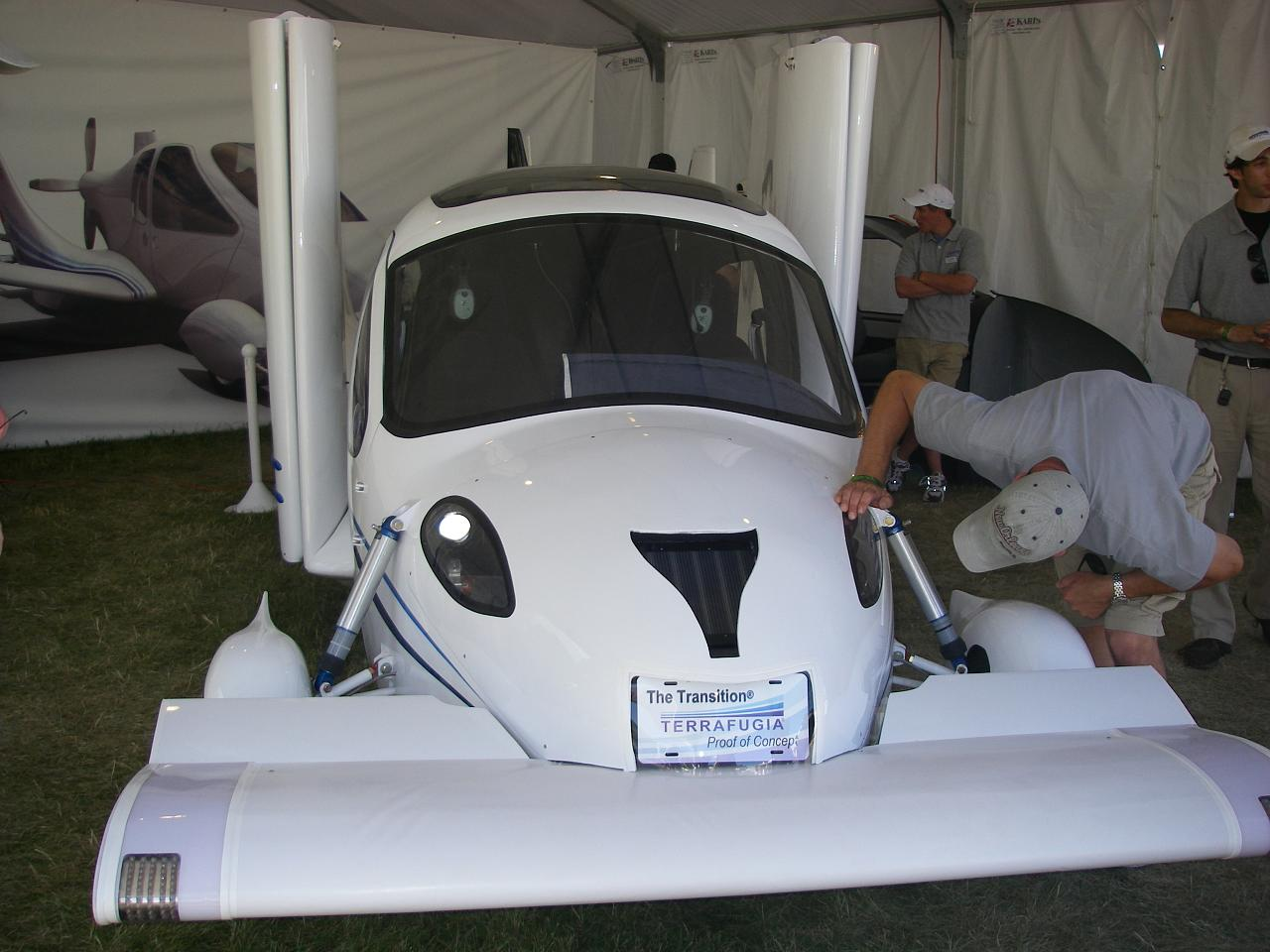
概念验证机，2008年7月摄于奥什科什航空展

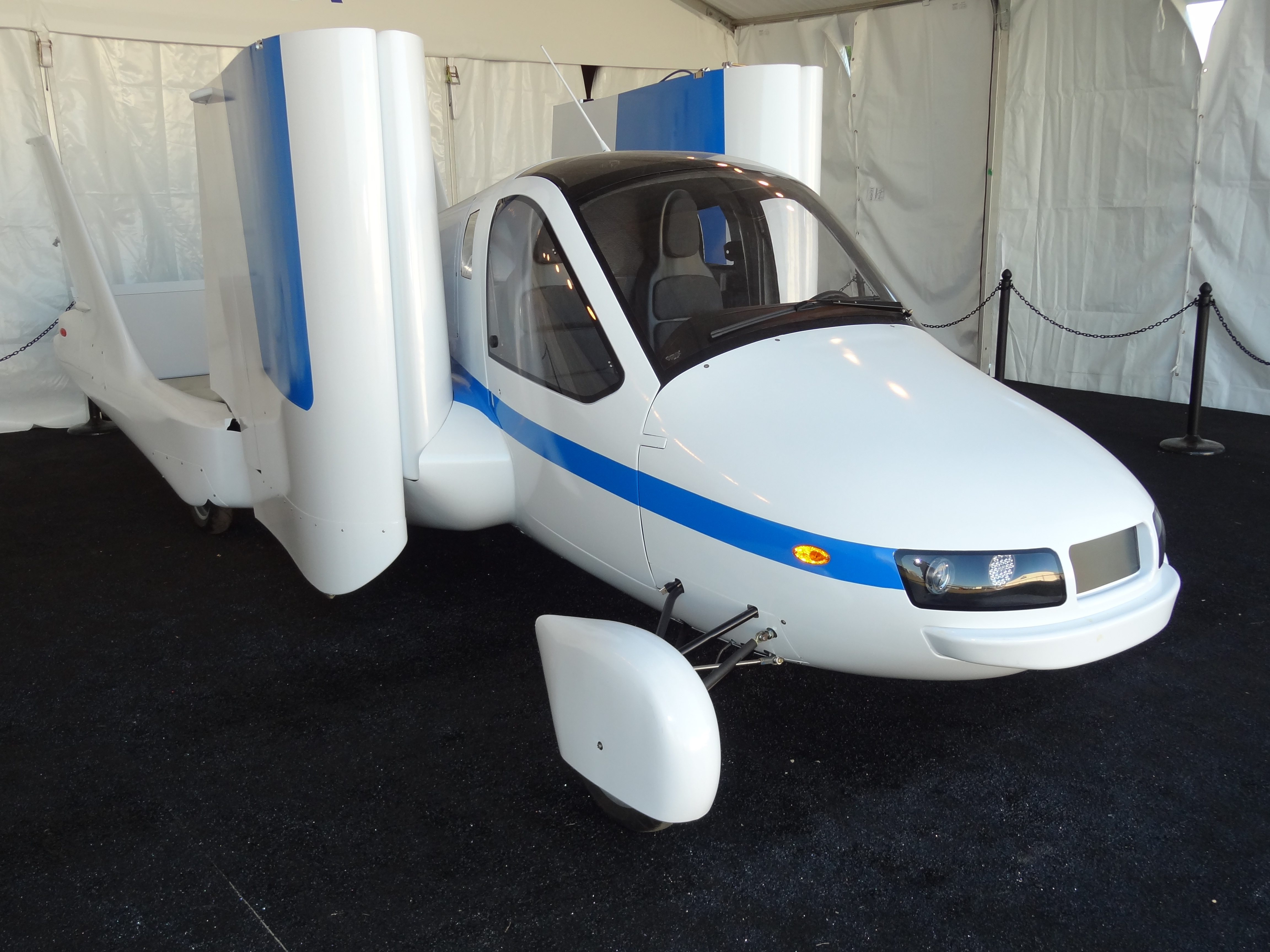
概念验证机，2011年7月摄于奥什科什航空展

量产型号的设计于2010年7月26日在奧旭寇旭航空秀公佈。设计公开了新的空气动力学改进，包括新增了优化了翼形的翼尖小翼；发现与前轮悬架存在不利的空气动力学相互作用后移除了鸭翼；进一步的，来自美国国家公路交通安全管理局(NHTSA)的多用途客车分类不再强制要求配备全宽度保险杠，而要求配备保险杠的规定是原有鸭翼设计的主要因素。 
2010年11月16日，NHTSA宣布了特力飞车公司针对Transition关于美国联邦机动车安全标准 （页面存档备份，存于）(FMVSS)标准中其中四项长达三年的临时豁免申请。特力飞车公司申请使用更轻的摩托车轮胎来替代汽车轮胎；使用聚碳酸酯材料制成的挡风玻璃和侧窗；使用基本安全气囊替代高级双段式安全气囊；不使用电子稳定系统。 NHTSA于2011年6月29日同意了这些豁免，但针对电子稳定系统和安全气囊的豁免期只有一年。
2011年6月，Terrafugia的执行总裁宣布产品交付日期预计延期18个月至2012年末，但这个目标依旧没能达成。 2011年12月，销售单价从最初的194,000美元上涨为279,000美元。
在通过驾驶测试和高速滑行测试后，量产样机于2012年3月23日同样在普拉茨堡国际机场完成它的首飞。  量产样机在2012年4月的纽约国际车展首次亮相。
2012年6月，特力飞车公司宣布Transition完成了6个阶段性测试的第1个。 7月之后，第二阶段测试依旧在进行中，其中包括对飞行性能和地面驾驶的测试。
2013年1月，开发继续进行。公司宣布由于有大量改动，有必要建造第三架全新而且功能完整的样机。这些改动包括改进操纵特性。
2014年3月，第三台样机的更新设计进展到主结构。投资者声明这些主结构更新将被用于检验的最终兼容测试。之后预计在18个月后，即2015年将第一台产品交付给客户。
2014年4月完成了12次双人乘坐测试。这是Transition第一次搭载首席测试飞行员外的乘客。 截至2014年8月22日，期待的首批交付日期为18个月后，2016年第二季度。
轻运动型飞行器最大飞行毛重为1,320磅（599）最大失速为45 kn（83 km/h；52 mph）。2014年12月，公司请求FAA允许Transition能够以毛重1,800磅（816）飞行，并且失速为54 kn（100 km/h；62 mph）。特力飞车公司声明，这些新增的重量是用于搭载满足FMVSS路面行驶安全规范的设备。公司此前被允许增加110磅（50），而另一种轻运动型飞机ICON A5也获得了250磅（113）的豁免以满足FAA关于旋转阻力的要求。这项新的申请将使Transition的最大重量增加36%，共增加了480磅（218）。 协商中，对于增加重量的请求得到了来自通用航空制造商协会(GAMA)、实验性飞机协会(EAA)、航空器拥有者及驾驶员协会和轻型飞机制造商协会的支持。只有少数个人表达了对该请求的反对意见。公司于2016年6月19日从FAA获得豁免。
2015年4月，公司宣布第三台飞机的部件已经制成，目前的预计首台交付日期是两年后。特力飞车运营总监兼工程副总裁Kevin Colburn声明公司决定将售价从预计的279,000美元涨至300,000美元-400,000美元之间。  
2015年11月，公司宣布搭载了Rotax 912is发动机的第三台样机已测试。
2017年4月，公司官网写到：“今天，特力飞车已经将最终生产的载具设计完毕，兼容性测试正在准备中，将在未来三年内交付客户。”
2017年11月，媒体报道报道称首台飞机将于2019年交付。

## 参数
参考资料：特力飞车Transition概念验证样机参数。 特力飞车Transition2010年参数 。
基本信息
- 机组：1名飞行员
- 容量：1名乘客驾驶舱宽度: 48英寸（1.2米） at the shoulder
- 燃料容量: 23 US gal（87 L；19 imp gal）, 141英磅（64）
- 路面车长:  18英尺9英寸（5.72米）（包括升降舵）
- 路面车宽: 7英尺6英寸（2.29米）（机翼折叠时）
- 路面车高: 6英尺8英寸（2.03米）
- 路面行驶时后轮驱动

性能
- 地面最大行驶速度: 70 mph（110 km/h）[11]

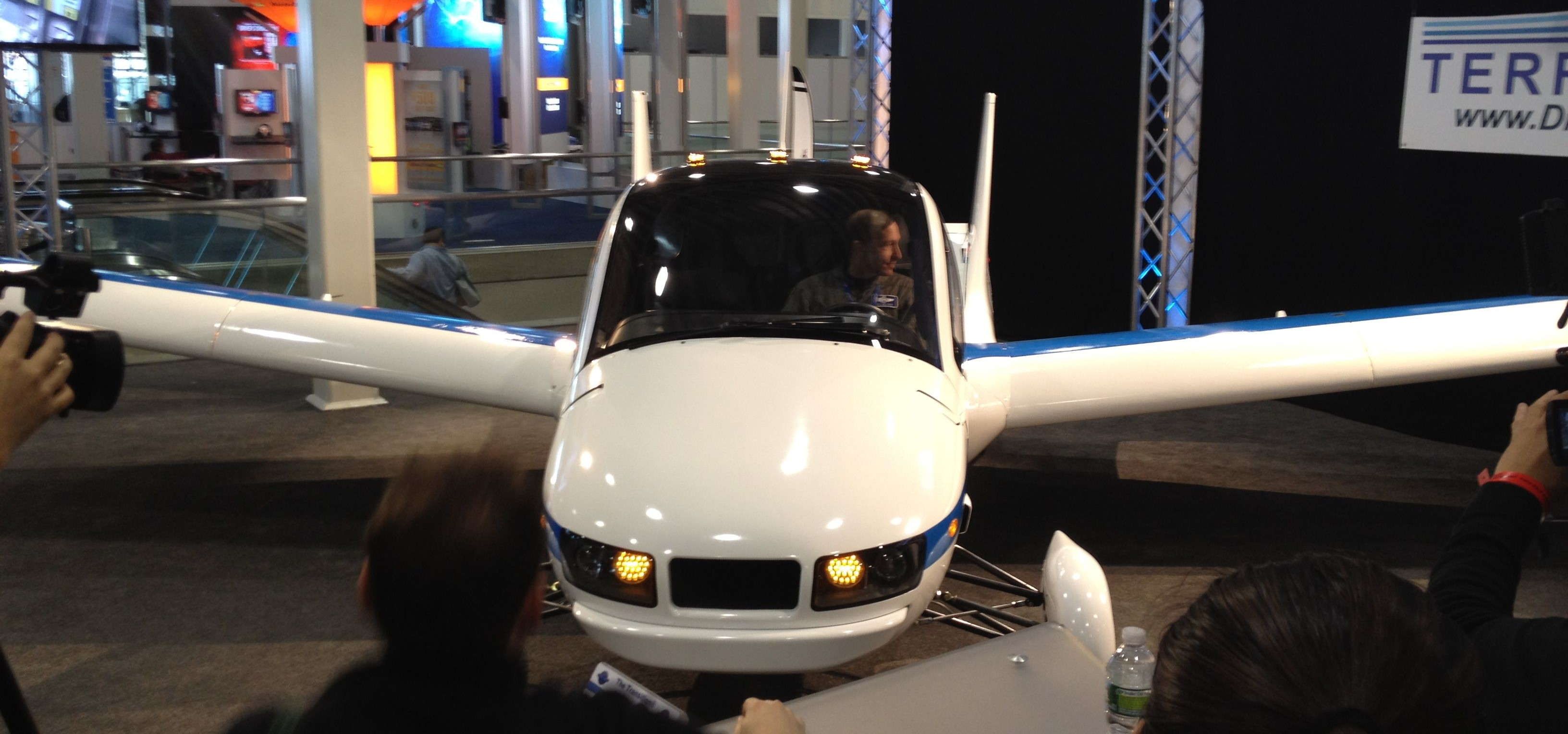
双翼展开的产品样机，拍摄于2012年4月纽约国际车展

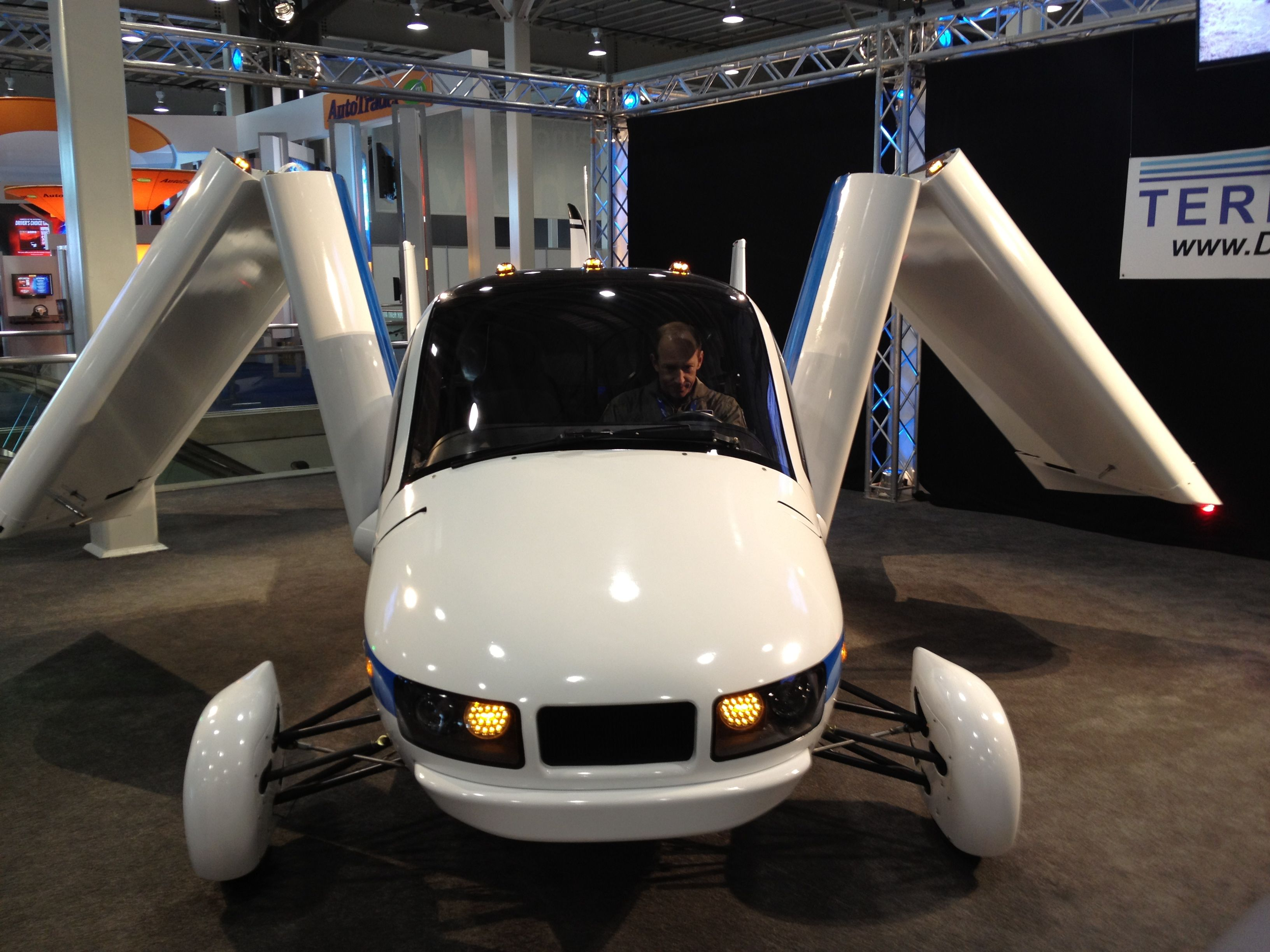
双翼正在折叠中的产品样机

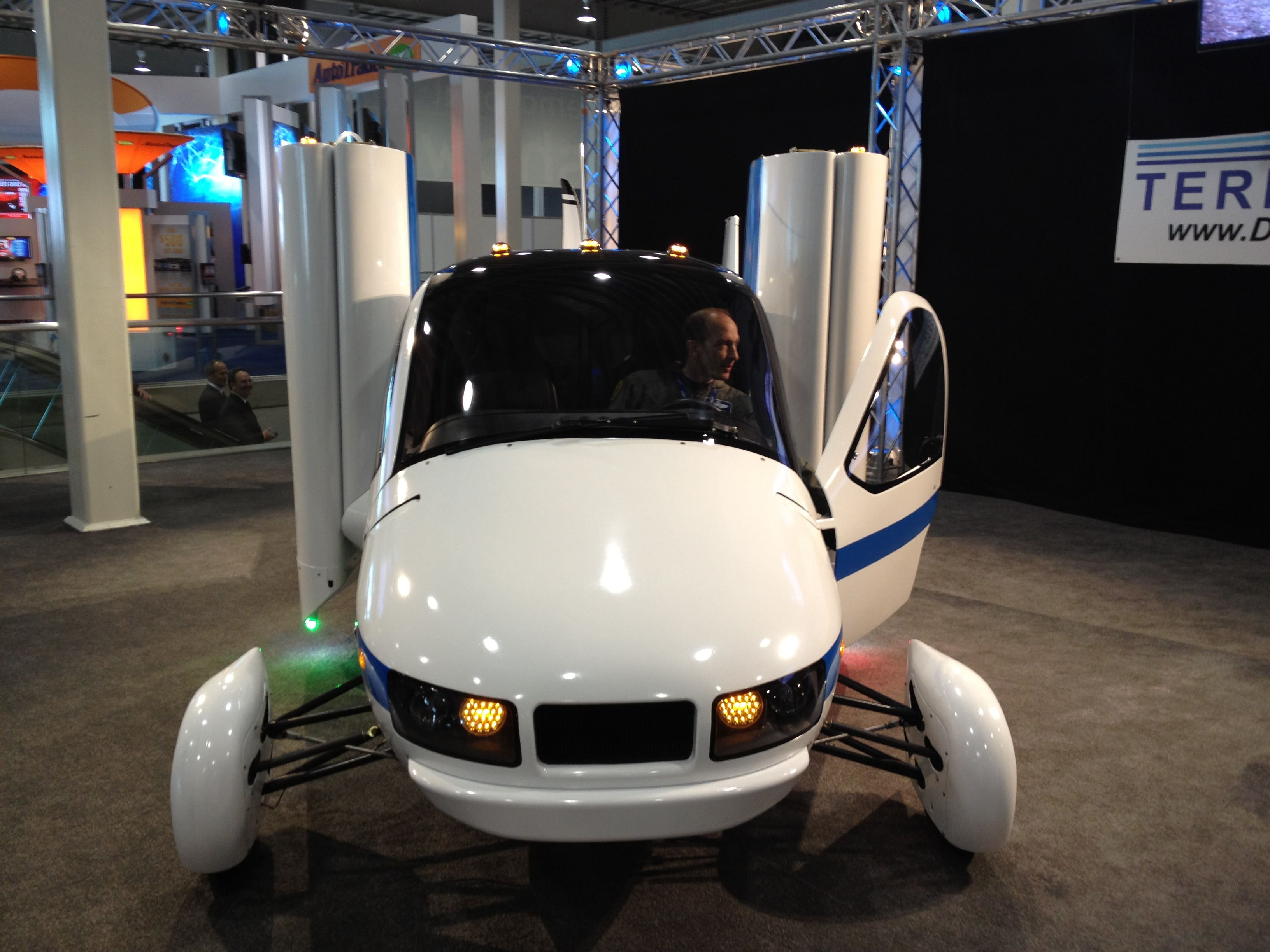
双翼折叠的产品样机

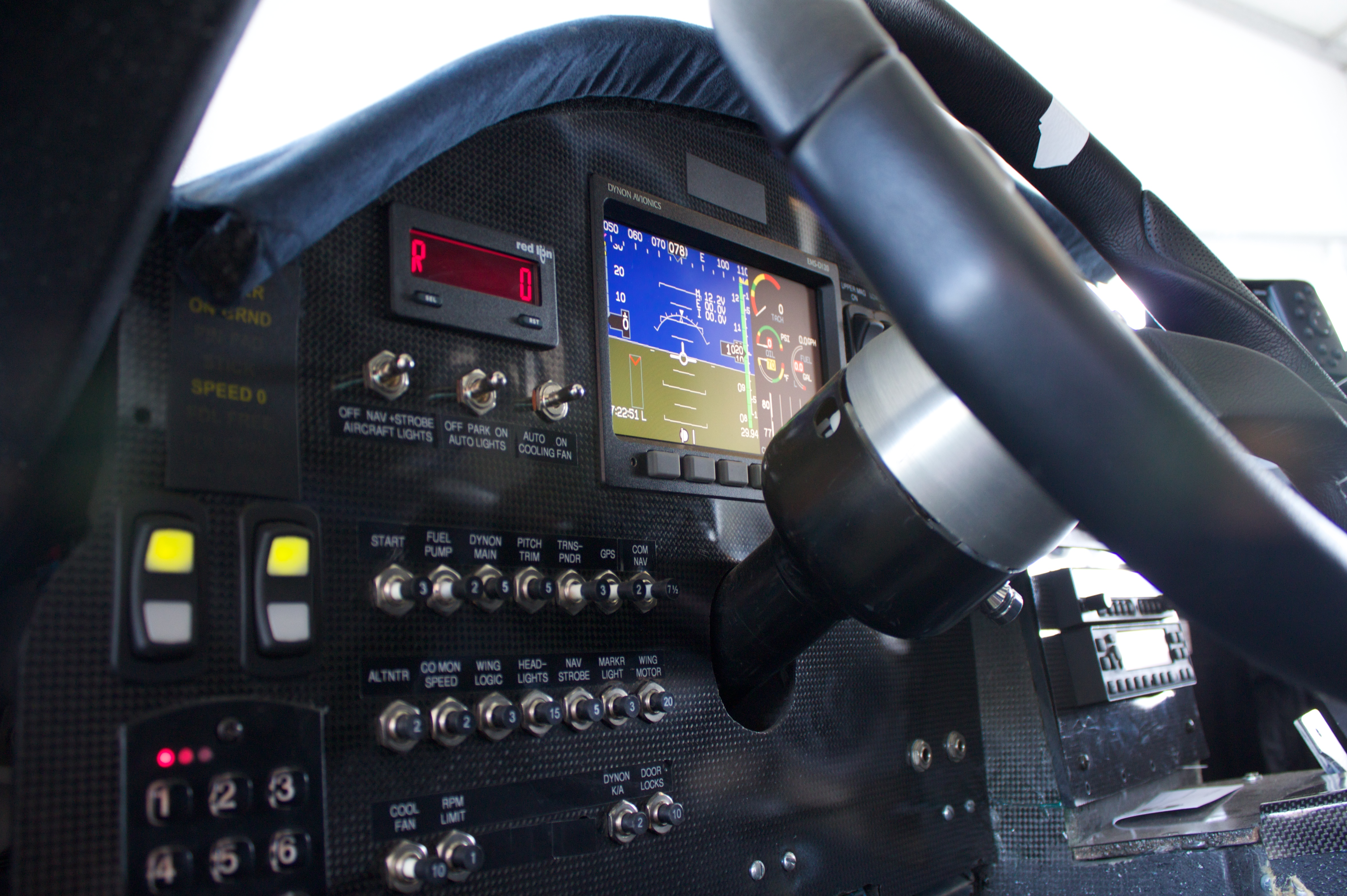
驾驶舱内部视角

- 飞行巡航燃油经济性: 5 US gal（19 L） per hour, 21.4 mi/US gal（11.0 L/100 km；25.7 mi/imp gal）
- 路面燃油经济性: 35 mi/US gal（6.7 L/100 km；42 mi/imp gal）
- 认证: 计划获得FAA和FMVSS认证

航電

玻璃面板; 
验证概念的样机包含：
- Dynon航空电子EFIS-D100电子飞行信息系统，配备有HS34导航和全球定位系统（GPS）
- Dynon航空电子EMS-D120发动机监测系统
- 台湾国际航电（Garmin）GTX 327转发器[56]
- 台湾国际航电SL30导航/通信无线收发器[56]

产品样机有一个玻璃驾驶舱，其中包括：
- Dynon航空电子SkyView SV-D1000
- XCOM航空电子VHF无线电收发器
- 特力飞车定制的触摸屏仪表盘电脑